# Tsjechisch-Silezië

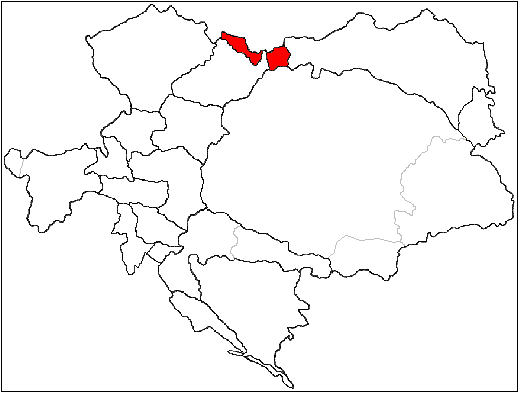
Het Oostenrijkse kroonland Silezië

De 3 Oostenrijkse gebieden:
Bohemen
Moravië
Silezië

Tsjechisch-Silezië of Moravisch-Silezië (tot 1918 Oostenrijks-Silezië of beter Hertogdom Silezië) is het deel van de grote historische regio Silezië dat vandaag tot Tsjechië behoort. Historisch was het een hertogdom Teschen, na 1748 een provincie Oostenrijks Silezië, na 1918 een provincie Tsjechisch-Silezië. De begrenzingen waren door de eeuwen heen een twistappel van omringende grotere staten en machtiger dynastieën.  

## Geschiedenis
Na de dood van de Boheemse koning Lodewijk II in de slag bij Mohács (1526) ging het Boheemse koningschap over aan Ferdinand I en daarmee ook aan de dynastie van de Habsburgers. Tussen 1526-1742 waren de Habsburgers als koning van Bohemen ook hertog van Silezië. In 1653 stierf het geslacht van de Teschener hertogen, de laatste Silezische Piasten, en werden Habsburgers benoemd als hertog. Inmiddels was Neder-Silezië grotendeels, en dit hertogdom Teschen ook, een deel protestants (Luthers) geworden. Toen in 1742-48 Habsburg in de Oostenrijkse Successieoorlog (1740-1748) door Pruisen werd verslagen kwam het tot een gebiedsverdeling waarbij Frederik II van Pruisen het grootste deel van Silezië (Neder-Silezië en Opper-Silezië) kon inlijven en Habsburg alleen het hertogdom Teschen behield. Het gedeelte rond Troppau, Jägerndorf, Teschen, Bielitz bleef deel van de Habsburgse monarchie met als hoofdstad Troppau en onder de naam Oostenrijks-Silezië. 
Sinds de tweede helft van de 17e eeuw werd Silezië het in economisch opzicht belangrijkste gebied voor de Habsburgse monarchie door de textielindustrie.
Tot 1918 was het een Oostenrijks kroonland met de officiële naam Hertogdom Silezië. Na het uiteenvallen van Oostenrijk-Hongarije in 1918 is het gebied verdeeld tussen de nieuwe staten Tsjecho-Slowakije en Polen. Gewapende spanningen over de nieuwe grenstrekking werden in het Verdrag van Spa beslecht. Het grootste deel viel toen aan Tsjecho-Slowakije  dat daarmee ook de grote Poolstalige meerderheid en een kleine Duitstalige minderheid binnen zijn grenzen kreeg.  
In 1928 werden de landsdelen Moravië en Silezië verenigd tot de landsdeel Moravië-Silezië.

vlag van Tsjechisch Silezië

1867–1918

In de Rijksraad vertegenwoordigde koninkrijken en landen (Cisleithanië):
hertogdom Boekovina · koninkrijk Bohemen · koninkrijk Dalmatië · koninkrijk Galicië en Lodomerië · hertogdom Karinthië · hertogdom Krain · Küstenland (vorstelijk graafschap Görz en Gradisca, markgraafschap Istrië, vrije rijksstad Triëst) · markgraafschap Moravië · Neder-Oostenrijk · Opper-Oostenrijk · hertogdom Salzburg · Tsjechisch-Silezië · hertogdom Stiermarken · vorstelijk graafschap Tirol en land Vorarlberg

De landen van de Heilige Hongaarse Stefanskroon (Transleithanië):
Fiume met gebied · koninkrijk Hongarije · koninkrijk Kroatië en Slavonië . Militaire Grens (1867-1882)

Gemeenschappelijk bestuurd: condominium Bosnië en Herzegovina (1878-1918) . Novi Pazar met gebied (1878-1908) . Karpatische passengebied (1918) . bezette zone Tianjin (1901-1917)
Voor of in 1867 opgeheven

koninkrijk Illyrië (tot 1850) · vojvodschap Servië en Temesbanaat (tot 1860) · Koninkrijk Lombardije-Venetië (tot 1866) · grootvorstendom Zevenburgen (tot 1867)